# Pseudechis colletti
Pseudechis colletti, también conocida comúnmente como serpiente negra de Collett, cobra de Collett, o serpiente tigre de Down, es una especie de serpiente venenosa de la familia Elapidae, nativa de Australia. Aunque la serpiente de Collett no es tan venenosa como otras serpientes australianas, su mordedura puede ser fatal, ocupando el decimonoveno lugar entre las serpientes más venenosas del mundo.

## Taxonomía
La serpiente de Collett es una de varias especies en el género Pseudechis comúnmente conocida como serpientes negras. Un estudio del ADN mitocondrial mostró que estaba más estrechamente relacionada con la serpiente negra de vientre azul (P. guttatus), con la serpiente negra papuana (P. papuanus) como la más próxima con relación al par.
El naturalista belga George Albert Boulenger describió la especie P. colletti en 1902, llamándola así en honor al zoólogo noruego Robert Collett. Collett había recogido una serpiente joven, y Boulenger había observado que su patrón de escamas era distinto al de la serpiente negra papuana.

## Descripción
El miembro más colorido del género de serpientes negras Pseudechis, la serpiente de Collett tiene partes superiores de marrón oscuro a negro, con bandas y lados de color rosa o crema, y partes inferiores de amarillo pálido a naranja.
Las bandas irregulares suelen tener forma de cruz y generalmente son de color rojo anaranjado. La parte inferior de la base es normalmente del mismo color que las bandas, pero puede tener diferentes decoloraciones o manchas decoloradas. Los juveniles suelen ser del mismo color que los adultos, pero generalmente tienen tonos más brillantes y un mayor contraste. Es similar en estructura física (pero no en apariencia) a la serpiente negra de vientre rojo. 
Pseudechis colletti tiene una longitud total de 1,80 a 2,20 m (incluyendo la cola). Los machos pueden alcanzar hasta 2,60 m de largo mientras que las hembras pueden llegar a medir 2,10 m. Al nacer, usualmente miden 30 cm de longitud total.

## Veneno
Anteriormente se pensaba que sólo era moderadamente venenosa para las personas, ahora se sabe que la serpiente de Collett ha sido responsable de envenenamientos graves, con casos que van de rabdomiólisis a insuficiencia renal aguda. La toxicidad y los síntomas del veneno se parecen a los de la serpiente mulga (Pseudechis australis). Los primeros síntomas incluyen náuseas, vómitos, dolor abdominal, diarrea y cefalea, una coagulopatía anticoagulante, con riesgo de rabdomiólisis e insuficiencia renal aguda dentro de las 24 horas si no se administra reemplazo de líquido y antídoto de serpiente negra. 
A pesar del peligro, sus marcas atractivas la han llevado a ser una serpiente popular en cautiverio.
El veneno producido por la serpiente de Collett es similar al veneno de serpiente negra papuana y serpiente mulga.
El veneno es citotóxico y tiene actividad hemolítica. Su veneno también contiene neurotoxinas. P. Colletti entrega cerca de 30 miligramos de veneno en una sola mordida. Se puede administrar antiveneno contra serpiente negra o serpiente tigre.

## Distribución y hábitat
Su área de distribución es el centro occidental de Queensland y es diurna. Se encuentra principalmente en el oeste de Queensland y se extiende de norte a sur. Vive en áreas áridas secas o llanuras. 

## Comportamiento

### Dieta
La dieta principal consiste en anfibios, reptiles y pequeños mamíferos. También se sabe que el canibalismo ocurre en esta especie de serpiente. 

### Reproducción
El apareamiento de P. colletti se produce desde principios de agosto hasta finales de octubre. Es ovípara y puede poner hasta 20 huevos en una puesta. Se sabe que la reproducción en cautiverio es altamente exitosa.